# 全美拼字比赛
全美拼字比赛是美国规模最大的英语单词拼字大赛。通常在每年五月底阵亡将士纪念日之后的一周，由非盈利性组织The E. W. Scripps Company在华盛顿举办。自2011年起，全美拼字比赛的举办地点改为盖洛德国家度假会议中心酒店，位于华盛顿附近的马里兰州海滨城市奥克森岗。
全美拼字比赛要求参赛者必须是八年级以下的中小学生，且在当年8月31日前未满15周岁，往届比赛的获胜者不能参赛。全美拼字比赛的参赛者大部分是美国学生，同样向其他美国海外领地（如关岛、美属萨摩亚、美属维尔京群岛）的同类拼字比赛冠军开放。但近几年来，陆续有巴哈马、加拿大、中国、加纳、日本、牙买加、墨西哥、新西兰等国的拼字比赛获胜者参加。
美国电视台ESPN自1994年以来一直转播全美拼字比赛决赛阶段的比赛；自2006年以来又在白天转播选拔阶段的比赛。

## 历史
1920年代前，美国已兴起多项地方性拼字比赛。1925年，在美国肯塔基州路易斯维尔市报纸信使日报（The_Courier-Journal）支持下，这些比赛合并为全国性的全美拼字比赛。首届全美拼字比赛的获奖者是弗拉克·内哈瑟尔，他拼出的决胜词是“gladiolus”（意为剑兰，一种植物）。弗拉克成年后成长为一名律师。自此全美拼字比赛每年举办一次，仅在第二次世界大战期间停办三届，即1943年至1945年。后来The E. W. Scripps Company取得了比赛的举办权。全美拼字比赛于每年五月底或六月初举办，面向八年级以下、未满15周岁、尚未获得比赛冠军的中小学生，依然保留了它的教育性：其目标包括鼓励儿童增强拼写能力，扩充词汇量，同时丰富英语知识。